# Csausli
Csausli (macedónul: Чаушли) település Észak-Macedóniában, a Délkeleti körzet Dojrani járásában.

## Népesség
| Lakosok száma | 116  | 132  | 12   |      |
|               | 1948 | 1953 | 1961 | 1971 |

2002-ben lakatlan település, korábban törökök lakták.